# Conus equiminaensis
Espèce
Conus equiminaensis est une espèce de mollusques gastéropodes marins de la famille des Conidae.
Comme toutes les espèces du genre Conus, ces escargots sont prédateurs et venimeux. Ils sont capables de « piquer » les humains et doivent donc être manipulés avec précaution, voire pas du tout.

## Distribution
Cette espèce marine est présente au large de l'Angola.

## Taxonomie

### Publication originale
L'espèce Conus equiminaensis a été décrite pour la première fois en 2018 par le malacologiste Christfried Schönherr (d) dans la publication intitulée « Conchylia »,.

### Synonymes
- Conus (Lautoconus) equiminaensis Schönherr, 2018 · appellation alternative
- Varioconus equiminaensis (Schönherr, 2018) · non accepté

## Identifiants taxonomiques
- Ressources relatives au vivant :   - World Register of Marine Species
  - ZooBank

Chaque taxon catalogué par les bases de données biologiques et taxonomiques possède un identifiant qui permet d'établir un point de référence. Les identifiants de Conus equiminaensis dans les principales bases sont les suivants :
CoL : XXCH - WoRMS : 1316887